# Anopheles acanthotorynus
Anopheles acanthotorynus är en tvåvingeart som beskrevs av William H.W. Komp 1937. Anopheles acanthotorynus ingår i släktet Anopheles och familjen stickmyggor. Inga underarter finns listade i Catalogue of Life.